# 陳光榮
陳光榮（英語：Punk Chan Kwong Wing，1967年6月15日—）是一位香港作曲人、前樂隊Fundamental成員。他亦是香港歌手周柏豪、馮曦妤、鄭伊健的歌曲監製。周柏豪和馮曦妤亦曾擔任陳光榮錄音室的工作人員。馮曦妤主要做和音。他为许多电影担任过配乐，主要合作导演为刘伟强。凭借《风云之雄霸天下》、《十月围城》和《武侠》获得过三次香港电影金像奖最佳原创音乐奖。

## 背景
陳光榮早年於九龍城出生及成長，分別在嘉林邊道及城南道居住，就讀天主教伍華小學及天主教伍華書院，與Fundamental其餘成員（除胡玉儀以外）均為同校同學。在校時活躍於校內歌唱比賽，主要為比賽伴奏。另外，參與過校際音樂節活動。他10歲開始學習彈結他，自1987年起為不同歌手包括古巨基、成龍、吳君如、李克勤、周柏豪、容祖兒、郭富城、張詠詩、梅艷芳、黃凱芹、曾路得、馮曦妤、葉振棠、黎瑞恩、鄭丹瑞、鄭伊健、劉美君、劉德華、AnsonBean、EO2、Winka@COLLAR等人作出452首歌。在1990年代期間，其大部份作品都是與鄭伊健合作，因為為鄭伊健創作的歌曲走紅，相繼令陳光榮的知名度大大提升。最輝煌時期就是1997年的鄭伊健演唱會擔上音樂總監, 其代表作就是古惑仔或其它電影主題曲或插曲，《友情歲月》更成金曲作品。1990年代後期更跨過電影界，創作電影配樂。在2000年代期間，他則轉為與周柏豪合作。現時擁有自己成立的Click Music公司，負責音樂創作及統籌。其入室弟子有周柏豪等人。

## 其他資料
陳光榮自中二年級使用「Comfort」一洋名，靈感來自當年購買的一個運動品牌「愛迪達」的運動鞋型號。由於朋友及其他學校的學生看見他穿著「Comfort」鞋，於是稱呼他為「Comfort佬」，慢慢以此為其洋名。而「Punk」一洋名亦來自中學年代。陳光榮在高中時是學校游泳校隊成員；時常練習游泳的他被池水的消毒劑等化學物染成為看似金髮的學生。同學知道他參與樂隊活動，認為他的形象像玩搖滾樂（Punk）的人，所以稱呼他作「Punk」。該名字一直沿用至今。

## 個人生活
在2000年左右，陳光榮曾與藝人林嘉欣拍拖約一年，但已經分手。陳光榮於2011年與圈外女性結婚，現時育有一子。

## 流行歌曲作品

### 1987年（6首）
- Fundamental - Petula
- Fundamental - 標準情人
- Fundamental - 許願
- Fundamental - 再見誘惑
- Fundamental - 心碎
- Fundamental - 夜的蒼白

### 1988年（6首）
- Fundamental - 眼淚卻流在今天
- Fundamental - 改過
- Fundamental - 感覺號渡輪
- Fundamental - 生命第二章
- Fundamental - 告別英倫
- Fundamental - 無言來種下

### 1989年（2首）
- Fundamental - 告別 Barcelona
- 劉美君 - 異鄉邂逅（曲、編）

### 1990年（5首）
- Fundamental - 天使的警告
- 劉美君 - 小風波（曲、編）
- 蔡濟文 - 親愛的...（曲、編）
- 蔡齡齡 - 驚醒又一晚（曲、編）
- 黎瑞恩 - 問候（曲、編）

### 1991年（5首）
- 林保怡 - 沒有她 只有她（曲、編）
- 劉美君 - 貼面舞（編）
- 蔡濟文 - 半夜風（曲、編、監）
- 蔡濟文 - 童真你好（曲、編、監）
- 蔡濟文 - 只懂這樣愛（監）

### 1992年（16首）
- 吳君如 - 巴老彈星人報佳音（編、監）
- 吳君如 - 誰會一生愛護任性的我（曲、編、監）
- 吳君如 - 巴老彈星人報佳音（特別混音版）（編、監）
- 吳君如 - 恭喜發財利是來（監）
- 林保怡 - 不想了（編）
- 林保怡 - 流水飄（編）
- 鄭伊健 - Love Is All（編、監）
- 鄭伊健 - 動地驚天愛戀過（曲、編、監）
- 鄭伊健 - 隨便（監）
- 鄭伊健 - Because...（監）
- 鄭伊健 - 不要哭了（編）
- 鄭伊健 - 今天不宜再愛（監）
- 鄭伊健 - 當你遇到我（監）
- 鄭伊健 - 星（編、監）
- 鄭伊健、吳君如 - 只因你心醉（監）
- 鄭瑞芬 - 戀模樣（編）

### 1993年（30首）
- 王馨平 - 最愛你的我（編）
- 吳君如 - 多得你放棄（監）
- 吳君如 - 不清不楚（監）
- 吳君如 - 她怎麼了（監）
- 吳君如 - 求可再度跟你一起（編、監）
- 吳君如 - 別再禁制我（監）
- 吳君如 - 我是路邊一支草（監）
- 吳君如 - 不可輕看（監）
- 吳君如 - 廢話（曲、編、監）
- 吳君如 - 不清不楚（Unclear Mix）（監）
- 吳君如 - 廢話（Nonsense Mix）（曲、編、監）
- 吳君如 - 只有你的愛能到永遠
- 吳君如 - 心痛怎麼說清楚
- 吳君如 - 每天等著每一天
- 曾路得、冼凱忻 - 我未算乖乖（曲）
- 鄭丹瑞 - 爸爸的溫柔（曲、編）
- 鄭伊健 - 撒哈拉（曲、編、監）
- 鄭伊健 - 離不開（監）
- 鄭伊健 - 今天的妳愛別人（編、監）
- 鄭伊健 - 情義難存（監）
- 鄭伊健 - Lovely Baby（編、監）
- 鄭伊健 - 從沒對我坦白（曲、編、監）
- 鄭伊健 - 100%愛我（監）
- 鄭伊健 - 夢裡笑（編、監）
- 鄭伊健 - 請多聽幾次（監）
- 鄭伊健 - 前鋒（監）
- 鄭伊健 - 撒哈拉（Remix）（曲、監）
- 鄭伊健 - 野森林（監）
- 羅嘉良 - 一個在暗戀的人（曲、編）
- 蘇芮 - 愛過就是完全（編）

### 1994年（36首）
- 孫耀威 - 仍然喜歡你（曲）
- 孫耀威 - 慰問（曲、編）
- 陳松齡 - 牽掛
- 葉振棠 - 三國演義-滚滚长江东逝水（曲、編）
- 蔡濟文 - 時間沖不淡思念（曲、編、監）
- 蔡濟文 - 這一生只願有你（曲、編）
- 蔡濟文 - 獨來獨往（監）
- 蔡濟文 - 情深的心（監）
- 蔡濟文 - 專一是否傻瓜（監）
- 蔡濟文 - 替舊情人祝福（監）
- 蔡濟文 - Hey Girls（監）
- 蔡濟文 - 紅蘋果（編、監）
- 鄭伊健 - 一生愛你一個（曲、編、監）
- 鄭伊健 - 廿世紀的戀人們（監）
- 鄭伊健 - 仍是覺溫暖（曲、編、監）
- 鄭伊健 - 老實情人（監）
- 鄭伊健 - 夜還未深（監）
- 鄭伊健 - 孤單的路（監）
- 鄭伊健 - 不要哭了（Acoustic Version）（編、監）
- 鄭伊健 - 厭倦（監）
- 鄭伊健 - 天使之歌（曲、編、監）
- 鄭伊健 - 9990次想他（監）
- 鄭伊健 - 我是你未來（曲、編、監）
- 鄭伊健 - 情是這樣美（曲、編、監）
- 鄭伊健 - 仍能情深愛上（曲、編、監）
- 鄭伊健 - 感激我遇見（監）
- 鄭伊健 - 用這歌說愛你（監）
- 鄭伊健 - 一雙一對（監）
- 鄭伊健 - 無人地帶（曲、編、監）
- 鄭伊健 - 直至消失天與地（監）
- 鄭伊健 - 愛情盛放的季節（監）
- 林志豪 - 今生情不變（國）
- 呂頌賢 - 今生情不變（粵）
- 葉振棠、葉麗儀 - 碧血丹心
- 呂頌賢、容錦昌、寶珮如、田蕊妮 - 心比珍珠更真
- 寶珮如 - 郎心如鐵
- 蘇芮 - 愛到天長地久（編）

### 1995年（23首）
- 孫耀威 - 難忘的妳（曲、編）
- 孫耀威 - 不必為我留下（曲、編）
- 曾國銘 - 不只問候（曲、編）
- 曾國銘 - 多讓我望妳一眼（編）
- 曾國銘 - 愛如做戲（編）
- 曾國銘 - 愛上了的不是我（編）
- 鄭伊健 - 一個為你甘去蹈火海的人（曲、編、監）
- 鄭伊健 - 因為妳（監）
- 鄭伊健 - 願世界和平（監）
- 鄭伊健 - 吻感（監）
- 鄭伊健 - 一個為你甘去蹈火海的人（浪人版）（曲、監）
- 鄭伊健 - 從你眼中（監）
- 鄭伊健 - DARLING（監）
- 鄭伊健 - 看天的日子（曲、編、監）
- 鄭伊健 - 只會因你唱（曲、監）
- 鄭伊健 - 世界一早接受了（監）
- 鄭伊健 - 遠距離、近距離（監）
- 鄭伊健 - 我不了解你（監）
- 鄭伊健 - 你狠心來傷我嗎？（編、監）
- 鄭伊健 - 此情難再（監）
- 鄭伊健 - 吻感（Remix）（編、監）

- 容錦昌 - 美夢成真
- 寶寶珮如、呂頌賢 - 遇見他

### 1996年（28首）
- 郭富城 - 聽風的歌（曲、編）
- 郭富城 - 一個人的時候（曲、編）
- 楊千嬅 - 認錯人（曲、編）
- 趙學而 - 第三個願望
- 蔡安蕎 - 捉不到的愛（曲、編）
- 鄭伊健 - 友情歲月（曲、編、監）
- 鄭伊健 - 情路狂奔（曲、監）
- 鄭伊健 - 是你吧（監）
- 鄭伊健 - 哎吔吔（編、監）
- 鄭伊健 - 奇妙旅程（編、監）
- 鄭伊健 - 怕甚麼（監）
- 鄭伊健 - 請你回來伴我（I Only Dream Of You）（監）
- 鄭伊健 - 撒嬌（監）
- 鄭伊健 - 愛是個問號（監）
- 鄭伊健 - 我的歌（編、監）
- 鄭伊健 - 可樂（監）
- 鄭伊健 - 甘心替代你（曲、編、監）
- 鄭伊健 - 怕甚麼（甚麼也不怕Remix）（監）
- 鄭伊健 - 還能愛誰
- 鄭伊健 - 熱血燃燒
- 鄭伊健 - 發現（曲、編、監）
- 鄭伊健 - 你的我（曲、編、監）
- 鄭伊健 - 蒸發眼淚（監）
- 鄭伊健 - 明日的主角是誰（監）
- 鄭伊健 - 無限空間（監）
- 鄭伊健 - 發現（Sensational Mix）（曲、編、監）
- 鄭伊健、譚小環 - 如果天空要下雨（監）
- 鍾漢良 - 一千種不放心

### 1997年（27首）
- 古巨基 - 友共情（曲、編、監）
- 古巨基 - 你是我信心（曲、編、監）
- 孫耀威 - 飛
- 陳小春 - 大件事（監）
- 陳小春 - 找個空間唱歌（監）
- 陳小春 - 痛歌（監）
- 陳小春 - 分開一朝也天冧（編、監）
- 陳小春 - 是日忌嗌悶（監）
- 陳小春 - 我愛你（編、監）
- 陳小春 - 成王敗寇（曲、編、監）
- 陳小春 - 背影樹（監）
- 陳小春 - 亂世巨星（監）
- 陳小春 - 大件事（Size:XL）（監）
- 鄭伊健 - 我願你知道（曲、編、監）
- 鄭伊健 - 至少還有我（曲、編、監）
- 鄭伊健 - 但願你知道（曲、編、監）
- 鄭伊健 - 誰可情深如我（曲、編、監）
- 鄭伊健 - 打開你未來（曲、編、監）
- 鄭伊健 - 單一的愛（監）
- 鄭伊健 - 獨唱歌（曲、編、監）
- 鄭伊健 - Shine（監）
- 鄭伊健 - 情深回憶的寄託 "the reprise"（曲、編、監）
- 鄭伊健 - 兒童樂園
- 鄭伊健 - 22098（全城效應）（曲、編、監）
- 鄭伊健 - 同一秒（曲、編、監）
- 鄭伊健 - 無處不在（曲、編、監）
- 謝霆鋒 - 一窩瘋（曲、編、監）
- 譚小環 - 被愛（曲、編、監）
- 譚小環 - 被愛（戀Mix）（曲、編、監）

### 1998年（36首）
- Zen - 喜氣洋洋（監）
- 屯門兒童合唱團 - 一對對（兒童合唱版）（曲、編、監）
- 屯門兒童合唱團 - 蟲兒飛（兒童合唱版）（曲、編、監）
- 古巨基 - 只友情不變（曲、編）
- 古巨基 - 兩個故事（編）
- 車婉婉 - Together Again（曲、編、監）
- 車婉婉 - 我怕愛戀（監）
- 梁奕倫、譚小環、鄭伊健 - 倫住嚟唱細路歌（監）
- 陳小春 - 愛妻號（曲）
- 陳小春 - 男人與公狗（曲）
- 劉德華 - 天空（曲、編、監）
- 鄭伊健 - 情與義（曲、編、監）
- 鄭伊健 - E病毒（曲、編、監）
- 鄭伊健 - 今夕是何夜（監）
- 鄭伊健 - 感情用事（監）
- 鄭伊健 - 長髮（監）
- 鄭伊健 - 原諒我（監）
- 鄭伊健 - 快相（監）
- 鄭伊健 - 活在我的心（編、監）
- 鄭伊健 - 舊店舖（監）
- 鄭伊健 - 這10分（曲、監）
- 鄭伊健 - 這刻天空翻了風（編、監）
- 鄭伊健 - E病毒之變種（曲、監）
- 鄭伊健 - 風雲（曲、編、監）
- 鄭伊健 - 一對對（聶風版）（曲、監）
- 鄭伊健 - 蟲兒飛（聶風版）（曲、編、監）
- 鄭伊健 - 風雲（國）（曲、編）
- 鄭伊健 - 初戀（曲、編、監）
- 鄭伊健 - Summer Love（監）
- 鄭伊健 - 天氣的錯?（曲、編、監）
- 鄭伊健 - 再戀（曲、編、監）
- 鄭伊健 - 除非你（監）
- 鄭伊健 - 陪你飛（曲、編、監）
- 鄭伊健 - 失戀（曲、編、監）
- 鄭伊健、Zen - 興波作浪（龍爭虎鬥）（監）
- 譚小環 - 不得了（曲、編、監）

### 1999年（36首）
- 古巨基 - 天氣會變（恒溫篇）（編、監）
- 車婉婉 - 單眼皮（曲、編、監）
- 車婉婉 - 我是我（曲、編、監）
- 張智霖 - 無味關懷（編）
- 梁詠琪 - Today（曲、編、監）
- 梁詠琪 - 最美（曲、編、監）
- 梁詠琪 - 限期（監）
- 梅艷芳 - 不快不吐（編、監）
- 梅艷芳 - 同窗會（曲、編、監）
- 鄭伊健 - Together（監）
- 鄭伊健 - 心信（監）
- 鄭伊健 - 呼吸與心跳（監）
- 鄭伊健 - 不如一同回家（監）
- 鄭伊健 - 值得等（曲、編、監）
- 鄭伊健 - 受了傷的飛鳥（監）
- 鄭伊健 - 回憶裡沒有冬季（編、監）
- 鄭伊健 - 懷念著你（曲、監）
- 鄭伊健 - 2001地球漫遊（監）
- 鄭伊健 - 愈戰愈勇（曲、編、監）
- 鄭伊健 - Together（最愛是你Remix）（編、監）
- 鄭伊健 - 天煞孤星（曲、編、監）
- 鄭伊健 - 花正好（曲、編、監）
- 鄭伊健 - 天涯海角（曲、編、監）
- 鄭伊健 - 雙面人（曲、編、監）
- 鄭伊健 - 沿途有你（編、監）
- 鄭伊健 - 極速（曲、編、監）
- 鄭伊健 - 有你便有我（曲、編、監）
- 鄭伊健 - Magic（曲、編、監）
- 鄭伊健 - 感動害人（監）
- 鄭伊健 - 之後（監）
- 鄭伊健 - 讓我開心（曲、編、監）
- 鄭伊健 - 我要愛（監）
- 鄭伊健 - 灰冷心情（監）
- 鄭伊健 - 無路可走（編、監）
- 鄭伊健 - 有你便有我（攝氏15℃的早上）（曲、監）
- 謝霆鋒 - 第一眼（曲、編）

### 2000年（27首）
- 田蕊妮 - 沉淪但滿足（編）
- 車婉婉 - 愈笑愈勇（編、監）
- 車婉婉 - 奇蹟（曲、編、監）
- 張家輝 - 讓我走（監）
- 張柏芝 - 你不快樂（曲、編、監）
- 梁詠琪 - Cover Girl（編、監）
- 梁詠琪 - 身不由己（監）
- 梁詠琪 - 泡泡世界（監）
- 梁詠琪 - 我的方式（編、監）
- 梁詠琪 - 雪人（曲、編、監）
- 梁詠琪 - 指環（曲、編、監）
- 梁詠琪 - 堅持（監）
- 陳小春 - 無論如何（監）
- 陳小春 - 撲火（曲、編、監）
- 彭　羚 - 天天都是禮拜天（曲、編、監）
- 彭　羚 - 夢見的歌（曲、編、監）
- 鄭伊健 - 心如刀割
- 鄭伊健 - 直腸直肚（監）
- 鄭伊健 - 愛恆溫（曲、編、監）
- 鄭伊健 - 愛情歲月（曲、監）
- 鄭伊健 - 爸爸的汽水（監）
- 鄭伊健 - 旁觀者迷（監）
- 鄭伊健 - 一生中一個你（監）
- 鄭伊健 - 迷香（監）
- 鄭伊健 - 自動勝利Let's Fight（監）
- 鄭伊健 - 玫瑰不會忘記（監）
- 鄭伊健 - Bad Boy（曲、編、監）
- 鄭伊健、陳小春、林曉峰 - 一起飛（曲、編、監）

### 2001年（16首）
- 古巨基 - 下雨看世界（監）
- 古巨基 - 幸運鈴聲（監）
- 車婉婉 - 彩色世界（曲、編、監）
- 車婉婉 - 多得自己（監）
- 車婉婉 - 不必剎掣（曲、編、監）
- 車婉婉 - 感激是…（監）
- 車婉婉 - 欠你一吻（編、監）
- 梁詠琪 - 25（編、監）
- 梁詠琪 - G For Girl（曲、編、監）
- 梁詠琪 - 神說（編、監）
- 陳司翰 - 一拍即合（曲、編、監）
- 彭　羚 - 最美的表情（曲）
- 彭　羚 - 暗戀無罪（曲、編、監）
- 彭　羚 - 暗戀無罪（電影版）（曲、編、監）
- 鄭伊健 - 太陽出來了（曲、編、監）
- 鄭伊健 - 夏桑菊（編、監）
- 鄭伊健 - 敢作敢為（編）

### 2002年（33首）
- E-kids - 青春變魔術（監）
- E-kids - 青春變魔術（Magic Tommy Mix）（監）
- E-kids - 私人時段（編、監）
- E-kids - 開始戀愛（曲、編、監）
- EO2 - 魂遊（曲、編、監）
- EO2、李蘢怡 - Kiss Kiss（監）
- EO2、張詠詩 - 普通朋友（Rage Mix）（監）
- EO2、張詠詩、E-kids - 魅力移動（曲、編、監）
- EO2、張詠詩、E-kids - 魅力移動（國）（曲、編、監）
- 余文樂 - 運動太好（曲）
- 吳奇隆 - 隱痛
- 車婉婉 - 我未夠秤（曲、編、監）
- 車婉婉 - 真面目（曲、編、監）
- 胡蓓蔚 - 她是誰
- 張栢芝 - 即使沒法講（曲、編、監）
- 張詠詩 - 上一課（監）
- 張詠詩 - One Day（監）
- 張詠詩 - 上一課（Get Up Mix）（監）
- 陳小春 - 一句到尾
- 陳文媛 - 野種子（監）
- 陳文媛 - 慶祝（曲、編、監）
- 陳秀雯 - 疾風勁草
- 馮曦妤 - 我在夢中見過你（曲、編、監）
- 楊千嬅 - 給．香港小姐
- 黎瑞恩 - 雲上的日子（監）
- 黎瑞恩 - 今夜來世（監）
- 黎瑞恩 - 你最了不起（監）
- 黎瑞恩 - 音樂派對（曲、編、監）
- 黎瑞恩 - 花瓣占卜（監）
- 黎瑞恩 - 踢走鋼盔（編、監）
- 黎瑞恩 - 我要忘掉你（監）
- 黎瑞恩 - 我從一個人（監）
- 黎瑞恩、黃凱芹 - 若我們真的很有緣（編、監）
- 黎瑞恩、Vani、杜雯惠、羅敏莊 - 一人有一個理想（曲、編、監）
- 馮曦妤 - 再見警察 Goodbye Master Goodbye（曲）

### 2003年（23首）
- 2R - Shining Friends（曲、編、監）
- Boy'z - 我的驕傲（曲、編、監）
- Cookies - 眼淺（曲）
- E-kids - 第一個唱（監）
- E-kids - 最佳表情（監）
- E-kids - 青春火花（監）
- E-kids - 玩玩具（監）
- E-kids - 倉鼠俱樂部（監）
- E-kids Feat. 和田裕美 - 第一個唱（監）
- 成　龍、Twins - 變變變（曲、編、監）
- 李克勤 - 包容（曲、編、監）
- 容祖兒 - 我的驕傲（曲、編、監）[2]
- 容祖兒 - 揮著翅膀的女孩（曲、編、監）
- 郭富城 - 水手裝與機關槍（曲、編、監）
- 郭富城 - 砌你（曲、編、監）
- 郭富城 - 信（曲、編、監）
- 陳文媛 - 快樂完（曲、編、監）
- 陳秀雯 - 驟雨中的陽光（編）
- 陳秀雯 - 風箏（編）
- 陳秀雯 - 疾風勁草（曲、編）
- 陳慧琳 - 嫁妝（曲、編、監）
- 馮曦妤 - Proud of You（曲、編、監）
- 馮曦妤、Mathilde Chan、Peggy Lee - Shining Friends（曲、編、監）

### 2004年（22首）
- EO2 - A Better Day（曲、編、監）
- EO2 - 愛壞人（監）
- EO2 - 真要命（監）
- 方力申 - 零藉口（曲、編、監）
- 古巨基 - 借一秒（曲、編、監）
- 林嘉欣 - 得人驚（曲、編、監）
- 容祖兒 - 世上只有（曲、編、監）
- 梁漢文 - 找我（曲、編、監）
- 郭富城 - 起飛心情（曲、編、監）
- 郭富城 - 等你說愛我（曲、編、監）
- 羅嘉良 - 分秒必爭
- 羅嘉良 - 別無所求
- 陳小春 - 相依為命
- 陳慧琳 - 閣樓（曲、編、監）
- 陳慧琳 - 美麗的新娘（曲、編、監）
- 陳慧琳 - Love Paradise（曲、編、監）
- 陳慧琳 - 前所未見（曲、編、監）
- 陳慧琳 - 紅絲帶（曲、編、監）
- 馮曦妤 - 我在那一角落患過傷風（曲、編、監）
- 馮曦妤、Roxane Lo、Peggy Lee - Find Your Love
- 馮曦妤 - A little love
- 鄧健泓 - 守護天使

### 2005年（10首）
- Twins - 救生圈（曲、編、監）
- Twins - 狂想曲（監）
- Twins - 一點一滴（監）
- Twins - 幼稚園（曲、編、監）
- Twins - 尋寶（曲、編、監）
- 方力申 - 石像（曲、編、監）
- 陳小春 - 風流（曲）
- 陳苑淇 - 別錯過（這世界）（曲、編、監）
- 劉浩龍 - 眼緣（監）
- 鄭伊健 - 隨時候命（曲、編、監）

### 2006年（4首）
- Twins - 我決定走了（曲、編、監）
- Twins - 翱翔的小鳥（曲、編、監）
- 周麗淇 - 問號先生（曲、編、監）
- 周麗淇 - 酸甜（曲、編、監）

### 2007年（11首）
- 方力申 - 有無（曲、編、監）
- 周柏豪 - 同天空（監）
- 周柏豪 - 哦（曲、編、監）
- 周柏豪 - 想太多（編、監）
- 周柏豪 - 六天（監）
- 周柏豪 - 同天空（Different Color Mix）（編、監）
- 孫耀威 - 答謝信（曲）
- 容祖兒 - 陪我長大（曲、編、監）
- 陳柏宇 - 認命（曲、編、監）
- 陳柏宇 - 永久保存（曲、編、監）
- 馮曦妤 - Forever Friend（曲、編、監）

### 2008年（20首）
- 周柏豪 - 最後的三分十六（監）
- 周柏豪 - 宏願（監）
- 周柏豪 - 傻小子（監）
- 周柏豪、鄭　融 - 一事無成（曲、編、監）
- 成　龍、容祖兒、黃耀明、謝霆鋒、蔡卓妍、泳　兒、李準基、田　亮、林　峯、鄭希怡 - 十項全能（曲、編、監）
- 成　龍、容祖兒、黃耀明、謝霆鋒、蔡卓妍、泳　兒、李準基、田　亮、林　峯、鄭希怡 - 十項全能（國）（曲、編、監）
- 容祖兒 - 陪我長大（國）（曲、編、監）
- 陳柏宇 Feat. 馮曦妤 - I Miss You（曲、編、監）
- 陳柏宇 Feat. 馮曦妤 - I Miss You（Late Night Version）（曲、編、監）
- 陳柏宇 Feat. 馮曦妤 - I Miss You（國）（曲、編、監）
- 馮曦妤 - 陽光．雨（曲、編、監）
- 馮曦妤 - 遙遠的…（曲、編、監）
- 馮曦妤 - 火星原居民（曲、編、監）
- 馮曦妤 - 隻眼閉（曲、編、監）
- 馮曦妤 - 幸運兒（曲、編、監）
- 馮曦妤 - 在你身邊（曲、編、監）
- 馮曦妤 - 一點點的回憶（曲、編、監）
- 馮曦妤 - 避風港（曲、編、監）
- 蔡卓妍 - Make A Wish（曲、編、監）
- 鄭　融 - 怪人二十面相（曲）

### 2009年（18首）
- 李宇春 - 粉末
- 周柏豪 - Lovin' You（曲、編、監）
- 周柏豪 - 報告總司令（監）
- 周柏豪 - 陳某（監）
- 周柏豪 - 夠鐘（監）
- 容祖兒 - 我所知的兩三事（曲、編、監）
- 郭富城 - 風雲義（曲、編、監）
- 郭富城 - 風雲義（國）（曲、編、監）
- 陳柏宇 - I Will Be Loving You（曲、編、監）
- 陳柏宇 - 你瞞我瞞（曲、編、監）
- 陳柏宇 - 後無來者（曲、編、監）
- 馮曦妤 - You Are My Everything（曲、編、監）
- 馮曦妤 Feat. 陳柏宇 - U Are My Everything（曲、編、監）
- 蔡卓妍 - 幸福空氣（曲、編、監）
- 鄭伊健 - 新歌（曲、編、監）
- 鄭伊健 - 風雲義（曲、編、監）
- 鄭伊健 - 幾多（曲、編、監）
- 鄭伊健、郭富城 - 風雲義（曲、編、監）
- 鄭伊健、郭富城 - 風雲義（國）（曲、編、監）

### 2010年（21首）
- 周柏豪 - 最好不過（曲、編、監）
- 品　冠 - 被審判的審判者
- 陳柏宇 - 多此一愛（曲、編、監）
- 馮曦妤 - Prelude（曲、編、監）
- 馮曦妤 - 如果...陽光（編、監）
- 馮曦妤 - Just Be Yourself（曲、編、監）
- 馮曦妤 - Joyful Day（曲、編、監）
- 馮曦妤 - 細細個（曲、編、監）
- 馮曦妤 - Childhood（曲、編、監）
- 馮曦妤 - 遠視（曲、編、監）
- 馮曦妤 - Happy Time（曲、編、監）
- 馮曦妤 - 幸せ 笑顔（曲、編、監）
- 馮曦妤 - Little Johnny（曲、編、監）
- 馮曦妤 - 愛情機器（曲、編、監）
- 馮曦妤 - 逃不掉（曲、編、監）
- 馮曦妤 - 世界的...我的（曲、編、監）
- 馮曦妤 - 天生不對（曲、編、監）
- 馮曦妤 - 我們的隊友（曲、編、監）
- 馮曦妤 - Regret（曲、編、監）
- 馮曦妤 - Athena（曲、編、監）
- 馮曦妤 - 因你而起（曲、編、監）

### 2011年（3首）
- 林珊珊 Feat. 鄭丹瑞 - 戀愛預告（小神仙版）（編、監）
- 陳柏宇 - 讚讚自己（曲、編、監）
- 鄭伊健 - Beautiful Day（曲、編、監）

### 2012年（6首）
- 李宇春 - 刀鋒偏冷（監）
- 容祖兒 - 充電器（曲、編、監）
- 陳偉霆 Feat. 泳兒 - 我是誰（曲、編、監）
- 陳偉霆 Feat. 泳兒 - 我不是我（曲、編、監）
- 馮曦妤 - 每天醒來第一件會做的事（編、監）
- 鄭伊健 - For U And Me（曲、編、監）

### 2013年（3首）
- 容祖兒 – 快樂最快（曲、編、監）
- 容祖兒 – 布榖鳥大反擊（曲、監）
- 鄭伊健、陈小春、謝天華、錢嘉樂、林曉峰 – 消失的光陰（曲、編、監）

### 2014年（7首）
- C AllStar – A Hundred Times（曲）
- 王菀之 – 不再說分手（曲、編、監）
- 周柏豪 – 莫失莫忘（曲）
- 容祖兒 – 共你痴痴愛在（編、監）
- 馮曦妤 – For You（曲、監）
- 鄭伊健 – 慣了吧（曲、編、監）
- 鄭伊健、陈小春、謝天華、錢嘉樂、林曉峰 – 消失的光陰（Pop Summer Version）（曲、編、監）

### 2015年（2首）
- 小塵埃 Feat. 湯駿業 – 飛吧！獨角仙（曲）
- 古巨基 - 不聚不散（曲、編、監）

### 2016年（2首）
- 許廷鏗 - 我的志願（曲、編、監）
- 葉振棠 - 臨江仙（曲）

### 2017年（2首）
- 陳綺貞 - 我喜歡上你時的內心活動（曲、編、監）
- 余春嬌 - 動地驚天愛戀過（曲、編、監）

### 2018年（6首）
- JC - 時光如剪（曲、編、監）
- 容祖兒、張敬軒 - Make a Beat（曲、編、監）
- 陳小春 - 爱你直到宇宙终结（粵語、国語）（曲、編、監）
- 鄭伊健、陳小春、謝天華、錢嘉樂、林曉峰 - 一起來一起走（曲、詞、編、監）
- 鄭伊健、陳小春、謝天華、錢嘉樂、林曉峰 - 友情歲月（曲、編、監）
- 鄭伊健、陳小春、謝天華、錢嘉樂、林曉峰 - 一起衝一起闖（曲、詞、編、監）

### 2019年（1首）
- 容祖兒、張敬軒 - Feel The Heat（曲、編、監）

### 2021年（1首）
- 鄭伊健 - Stronger（曲、編、監）

### 2022年（1首）
- ANSONBEAN、Winka@COLLAR - 明日之明日（曲、編、監）

### 2023年（1首）
- 王菀之 - 機場快綫25周年主題曲（曲、編、監）

### 2024年（2首）
- 麥浚龍 - 花臂（曲、編、監）
- 鄭伊健、陳卓賢 - 久別重逢（曲、編、監）

### 2025年（1首）
- 古巨基、Kuson、Lorraine - You are my sunshine（編、監）

## 電影配樂作品
1990-1999年
- 姐妹情深（1994年）
- 蜘蛛女（1995年）
- 飞虎（1996年）
- 爱上百分百英雄（1997年）
- 天地雄心（1997年）
- 风云之雄霸天下（1998年）
- 成龍：我的特技（1998年）
- 98古惑仔之龙争虎斗（1998年）
- 烈火战车2极速传说（1999年）
- 我爱777（1999年）
- 中华英雄（1999年）

2000年-2009年
- Bad Boy特攻﹝又名：DNA天使﹞（2000年）
- 胜者为王（2000年）
- 一见钟情（2000年）
- 友情岁月之山鸡故事（2000年）
- 决战紫禁之巅（2000年）
- 有情飲水飽（2001年）
- 拳神（2001年）
- 无间道（2002年）
- 赤裸特工（2002年）
- 卫斯理蓝血人（2002年）
- 我老婆唔够秤﹝台譯：我老婆未滿18歲﹞（（2002年）
- 安娜与武林（2003年）
- 无间道III：终极无间（2003年）
- 咒乐园（2003年）
- 无间道II（2003年）
- 千机变（2003年）
- 老鼠爱上猫（2003年）
- 恋之风景（2003年）
- 見習黑玫瑰（2004年）
- 大佬愛美麗（2004年）
- 饺子（2004年）
- 三更2（2004年）
- 救命（2004年）
- 六壮士（2004年）
- 恋之风景（2004年）
- 頭文字D（2005年）
- 杀破狼（2005年）
- 天行者（2006年，主題音樂）
- 伤城（2006年）
- 雏菊（2006年）
- 導火綫（2007年）
- 投名狀（2007年）
- 马己仙峡道（2007年）
- 大搜查之女（2008年）
- 游龙戏凤（2009年）
- 竊聽風雲（2009年）
- 十月圍城（2009年）

2010年-2014年
- 精武風雲·陳真（2010年）
- The Kingdom of Solomon（2010年）
- 李小龍（2010年）
- The Maritime Silk Road（2011年）
- 不再讓你孤單（2011年）
- 竊聽風雲2（2011年）
- 武俠（2011年）
- 聽風者（2012年）
- 時間檔案館（2012年）
- 血滴子（2012年）
- 大上海（2012年）
- 我老婆唔夠秤2：我老公唔生性（2012年）
- 太極俠（2013年）
- 賭城風雲（2014年）
- 窃听风云3（2014年）
- 分手100次（2014年）

2015年-2019年
- 杀破狼II（2015年）
- 賭城風雲II（2015年）
- 消失的兇手（2015年）
- 賭城風雲III（2016年）
- 絕地逃亡（2016年）
- 喜歡你（2017年）
- 決戰食神（2017年）
- 非凡任務（2017年）
- 建軍大業（2017年）
- 杀破狼·貪狼（2017年）
- 追龙（2017年）
- 黃金兄弟 (2018年)[3]
- 飛馳人生（2019年）

2020年-2024年
- 明日戰記（2022年）
- 久別重逢（2024年）

## 獎項
| 獎項     | 歌名         |
| -------- | ------------ |
| 最佳作曲 | 《我的驕傲》 |

| 年份 | 金曲作曲                                   |
| ---- | ------------------------------------------ |
| 1996 | 《友情歲月》                               |
| 2003 | 《我的驕傲》 / 全球華人至尊歌曲作曲獎      |
| 2004 | 《世上只有》                               |
| 2006 | 《幼稚園》                                 |
| 2008 | 《一事無成》、《I Miss You》、《陪我長大》 |
| 2009 | 《你瞞我瞞》                               |
| 2016 | 《我的志願》                               |

| 年份                     | 獎項                                          | 入圍 |
| ------------------------ | --------------------------------------------- | ---- |
| 第十八屆香港電影金像獎   | 最佳原創電影音樂《風雲雄霸天下》              | 獲獎 |
| 第十八屆香港電影金像獎   | 最佳原創電影歌曲〈風雲〉《風雲雄霸天下》      | 提名 |
| 第十九屆香港電影金像獎   | 最佳原創電影音樂《中華英雄》                  | 提名 |
| 第十九屆香港電影金像獎   | 最佳原創電影歌曲〈天煞孤星〉《中華英雄》      | 提名 |
| 第二十二屆香港電影金像獎 | 最佳原創電影音樂《無間道》                    | 提名 |
| 第二十三屆香港電影金像獎 | 最佳原創電影音樂《無間道Ⅱ》《無間道Ⅲ》        | 提名 |
| 第二十五屆香港電影金像獎 | 最佳原創電影音樂《頭文字D》                   | 提名 |
| 第二十六屆香港電影金像獎 | 最佳原創電影音樂《傷城》                      | 提名 |
| 第二十七屆香港電影金像獎 | 最佳原創電影音樂《投名狀》                    | 提名 |
| 第二十九屆香港電影金像獎 | 最佳原創電影音樂《十月圍城》                  | 獲獎 |
| 第二十九屆香港電影金像獎 | 最佳原創電影歌曲<粉末>《十月圍城》            | 提名 |
| 第31屆香港電影金像獎     | 最佳原創電影音樂《武俠》                      | 獲獎 |
| 第31屆香港電影金像獎     | 最佳原創電影音樂《不再讓你孤單》《竊聽風雲2》 | 提名 |
| 第32屆香港電影金像獎     | 最佳原創電影音樂《大上海》《聽風者》          | 提名 |
| 第41屆香港電影金像獎     | 最佳原創電影音樂《明日戰記》                  | 提名 |
| 第41屆香港電影金像獎     | 最佳原創電影歌曲〈明日之明日〉《明日戰記》    | 提名 |

| 年份 | 機構                        | 獎項                                       |
| ---- | --------------------------- | ------------------------------------------ |
| 2010 | TVB最受歡迎電視廣告大獎2010 | 最受歡迎電視廣告歌曲《維他奶 Stand By Me》 |
| 2010 | 第二十八屆伊朗電影節        | 最佳音樂獎《The Kingdom of Solomon》       |
| 2012 | 第6屆亞洲電影大獎           | 最佳原創音樂《武俠 (電影)》                |

| 年份 | 獎項                 | 入围                 | 结果 |
| ---- | -------------------- | -------------------- | ---- |
| 2021 | 第34届中国电影金鸡奖 | 最佳音樂《中国医生》 | 獲獎 |

## 外部連結
- 陳光榮在互联网电影资料库（IMDb）上的資料（英文）
- 在AllMovie上陳光榮的頁面（英文）
- 陳光榮在香港影庫上的簡介
- 陳光榮在豆瓣上的资料（简体中文）
- 陳光榮在时光网上的簡介（简体中文）